# 7725 Selʹvinskij
7725 Selʹvinskij eller 1972 RX1 är en asteroid i huvudbältet som upptäcktes den 11 september 1972 av den rysk-sovjetiske astronomen Nikolaj Tjernych vid Krims astrofysiska observatorium på Krim. Den har fått sitt namn efter Il'ya L. Selʹvinskij.
Asteroiden har en diameter på ungefär 9 kilometer.